# Миколаївка (Самарівський район)
Микола́ївка — село в Україні, у Самарівському районі Дніпропетровської області. Населення за переписом 2001 року становить 3324 особи. Входить до складу Губиниської селищної громади. Другий за населенням населений пункт цієї територіальної громади.

## Географія
Село Миколаївка знаходиться на березі річки Губиниха, вище за течією примикає селище Губиниха, нижче за течією на відстані 4,5 км розташоване село Хуторо-Губиниха. Поруч проходить залізниця, платформа 159 км за 1,5 км.

## Історія
Село Миколаївка засноване в другій половині XVIII століття.
Станом на 1886 рік в селі, центрі Миколаївської волості, мешкало 5108 осіб, налічувалось 708 дворів, православна церква, 8 лавок, відбувалось 2 ярмарки на рік.

## Економіка
- Агрофірма «Ім. Горького», ТОВ.

## Об'єкти соціальної сфери
- Школа.
- Дитячий садочок.
- Лікарня.
- Будинок культури.

## Відомі люди
В селі народилися:
- Клименко Федір Максимович (1937—2017) — український живописець, художник-графік.
- Кривошеєв Юхим Автономович (1916—1942) — Герой Радянського Союзу.
- Крутенко Григорій Павлович (1929—2002) — український архітектор.
- Несвітайло-Шакало Поліна Антонівна (нар. 1937) — народний художник України.
- Філоненко Василь Давидович (1929—1983) — український художник-живописець, автор пейзажів, портретів і натюрмортів.
- Чапленко Василь Кирилович (1900—1990) — український і українсько-американський письменник і мовознавець.
- Чапля Іван Кирилович (1903—1972) — український письменник, мовознавець, літературознавець, педагог.
- Шкуропат Василь Лук'янович (нар. 1930) — український скульптор.
- Явір Марія Іванівна (1926—2006) — радянська працівниця сільського господарства; ланкова колгоспу. Герой Соціалістичної Праці.

## Галерея

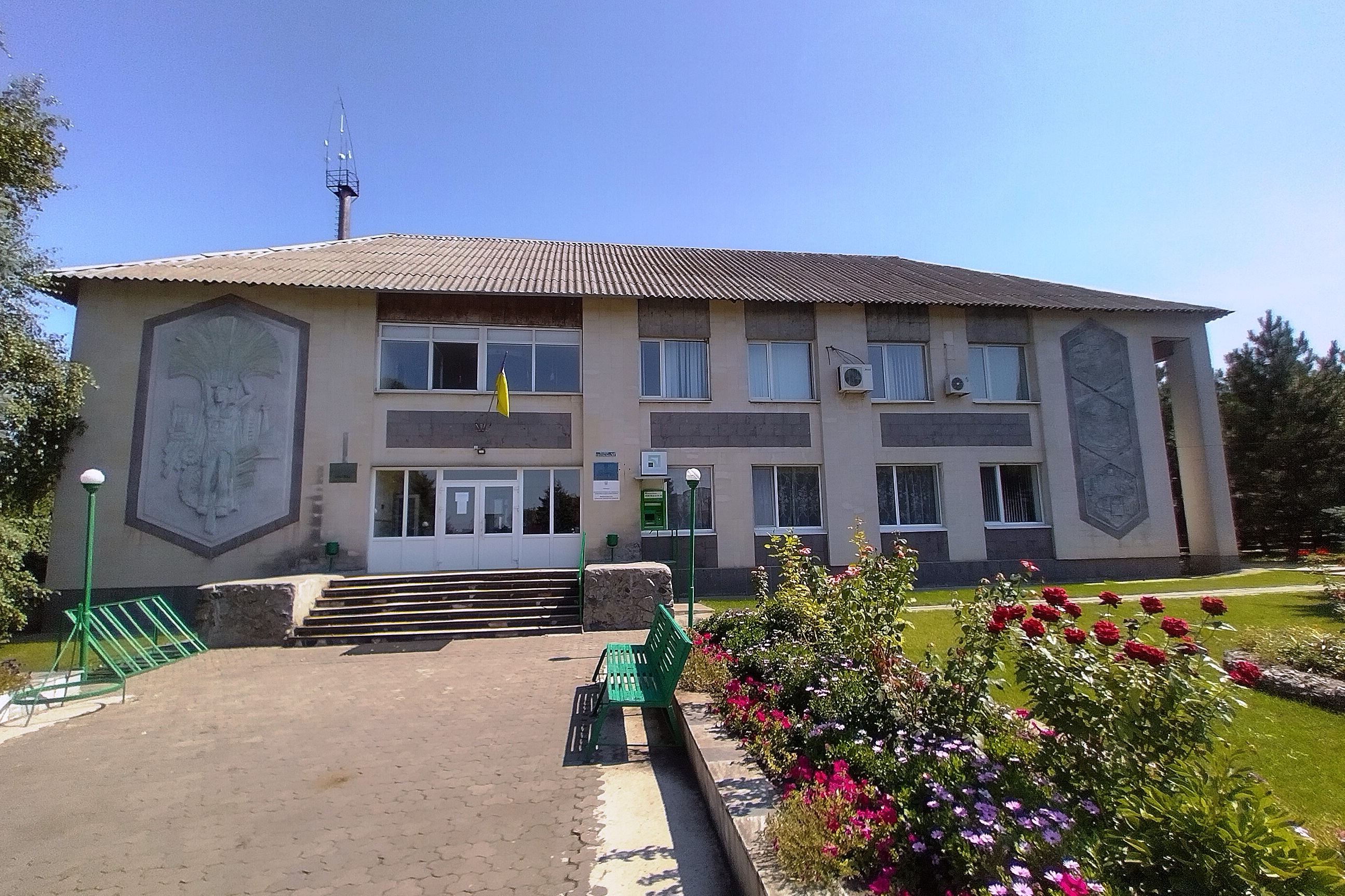
Будівля сільської ради
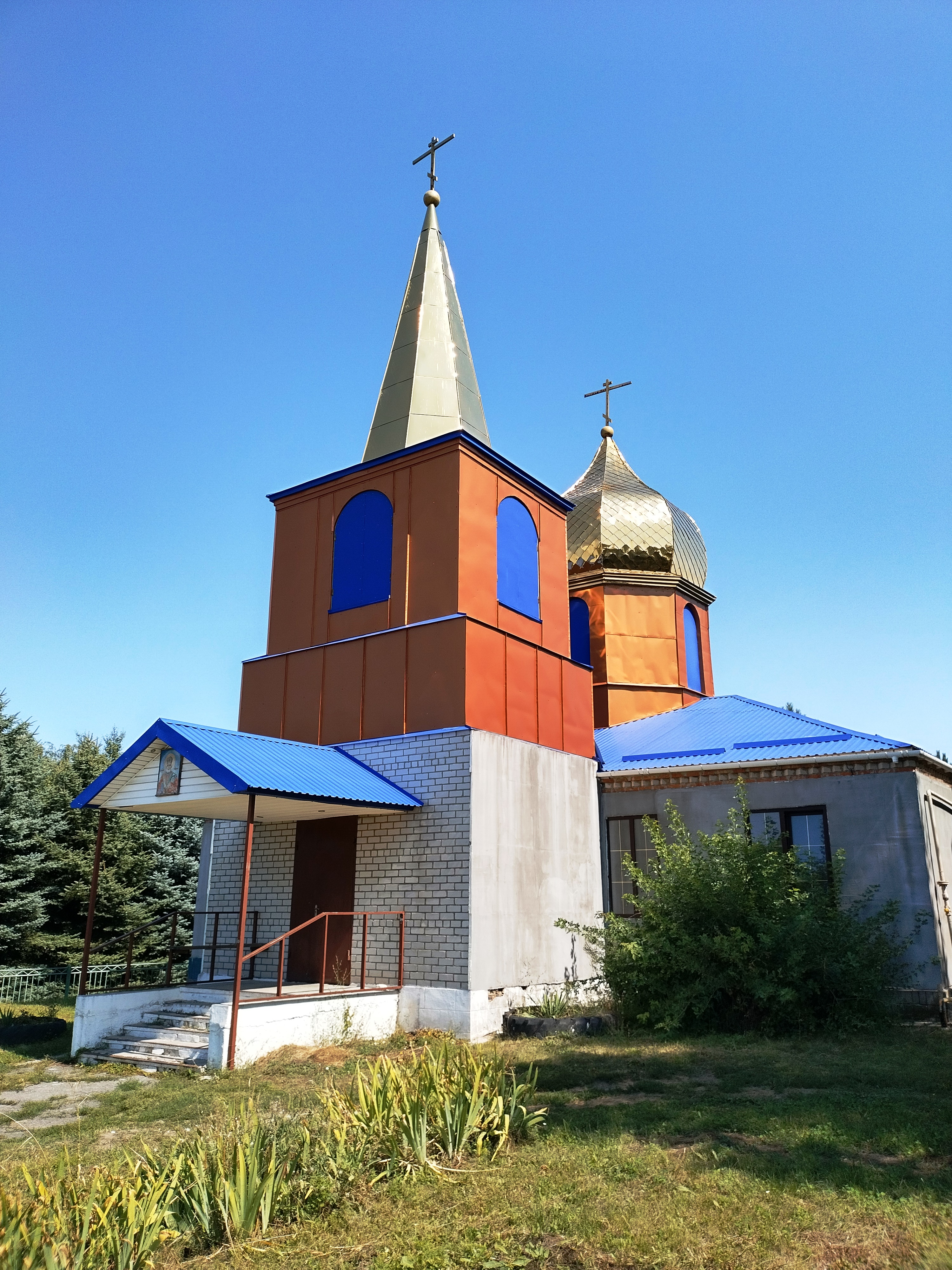
Свято-Миколаївський храм
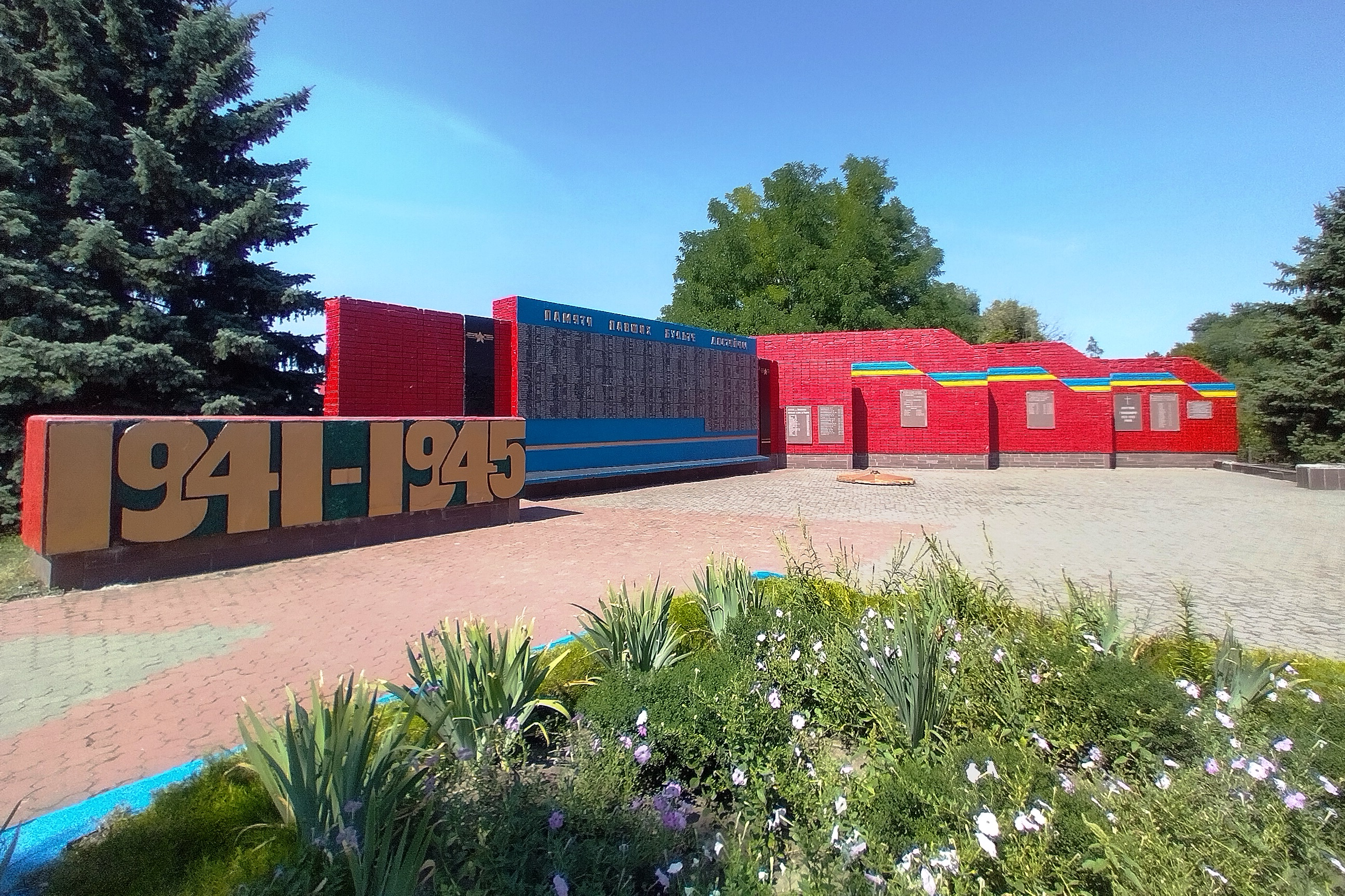
Військовий меморіал
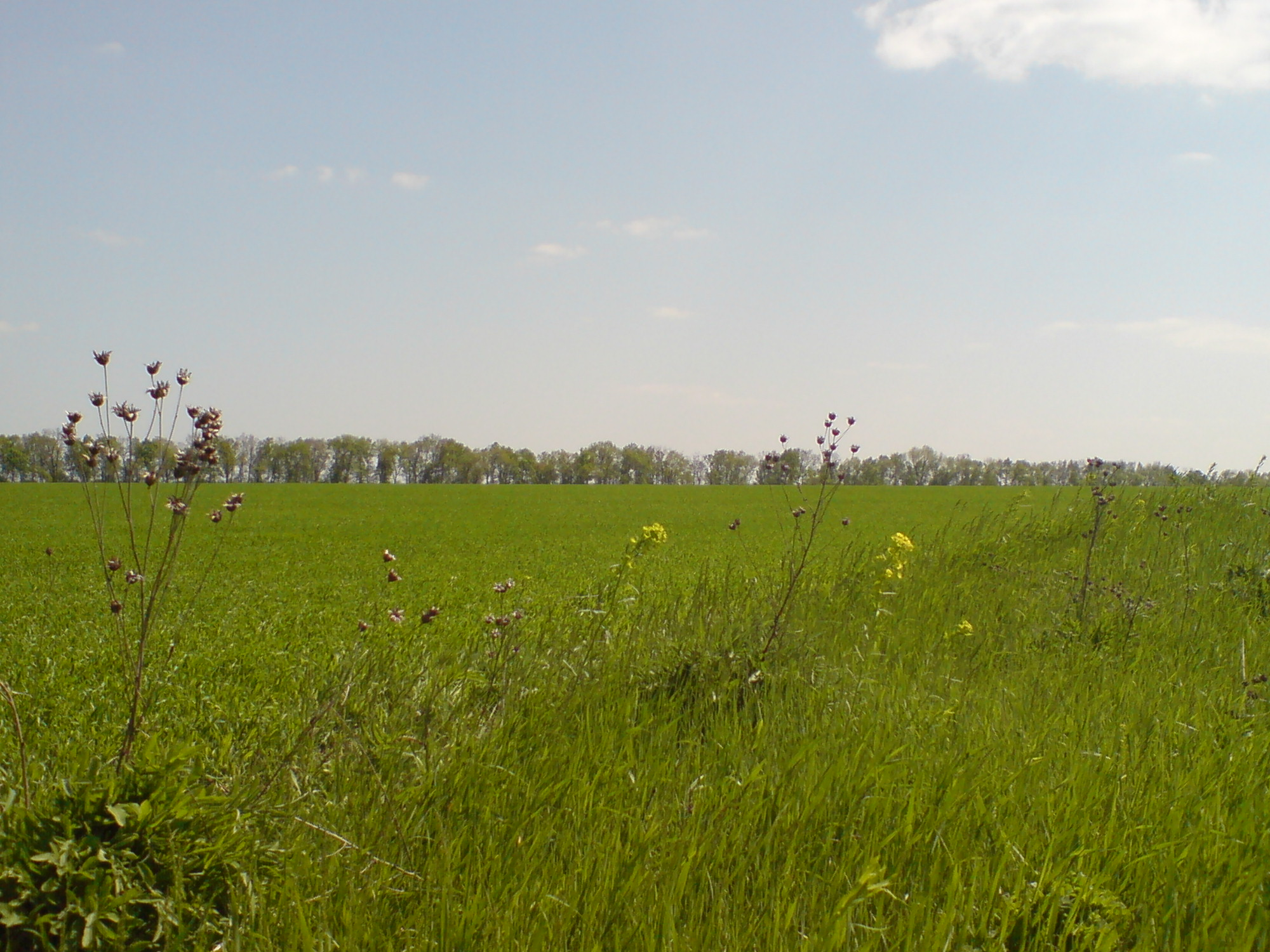
Поле за кладовищем

## Додаткові джерела
- Миколаївка — Інформаційно-пізнавальний портал | Дніпропетровська область у складі УРСР [Архівовано 17 березня 2013 у Wayback Machine.] (На основі матеріалів енциклопедичного видання про історію міст та сіл України, том — Історія міст і сіл Української РСР. Дніпропетровська область. — К.: Головна редакція УРЕ АН УРСР, 1969. — 959 с.)